# 一式機動四十七粍速射砲
一式機動四十七粍砲（いっしききどうよんじゅうななみりほう）は、1940年（昭和15年）前後に大日本帝国陸軍が開発・採用した対戦車砲である。九四式三十七粍砲の後継対戦車砲として、太平洋戦争中後期に使用された。

## 名称
日本軍では対戦車砲のことを速射砲と通称していたので一式機動四十七粍速射砲とも呼ばれる。名前の「機動」は本砲が空気式のタイヤを装備し、そのまま車両で牽引し高速移動できることからきている。車輪のタイヤが鉄ないしソリッドゴム製である従来の火砲は、「機動台車」と呼ばれる空気式タイヤを装備した台車に載せないと、車両牽引による高速移動には耐えられなかった。

## 概要
一式機動四十七粍砲は九四式三十七粍砲の後継として、太平洋戦争中後期において使用された大日本帝国陸軍の主力対戦車砲である。初速、精度など全般的な性能は列強各国の45mm級対戦車砲と比較して遜色のないものだったが、75mm級以上が主流であった大戦後期の各国対戦車砲と比して小口径に過ぎるなど、威力不足からアメリカ軍が第二次世界大戦中半以降から投入したM4中戦車を正面から撃破することは難しく苦戦を強いられた。
さらなる後継対戦車砲である試製機動五十七粍砲は新規に採用する装備として要求される能力を満たさないと判断されて開発中止に、本命である試製七糎半対戦車砲I型および、105mm大口径の試製十糎対戦車砲（共に自走砲化）は生産中に敗戦を迎えたため、本砲は事実上の最後の制式対戦車砲となった。
生産力が不足していた日本においては75mm級高初速砲の生産がはかどらず、野砲と高射砲の需要に応えるのが精一杯であった。そのため、これより攻撃力が高い対戦車砲の配備は行われず、野砲兵・山砲兵の野砲・軽榴弾砲・重榴弾砲・山砲、高射砲兵の高射砲、野戦重砲兵・重砲兵の重榴弾砲・加農、また歩兵砲隊の四一式山砲（歩兵用）が対戦車戦闘に転用されたにとどまる。火砲による対戦車能力の不足は九三式戦車地雷・九九式破甲爆雷・梱包爆薬等を使用した歩兵・工兵による対戦車肉迫攻撃（肉攻）で補われる形となり、歩兵の損害が増大することとなった。

## 前史

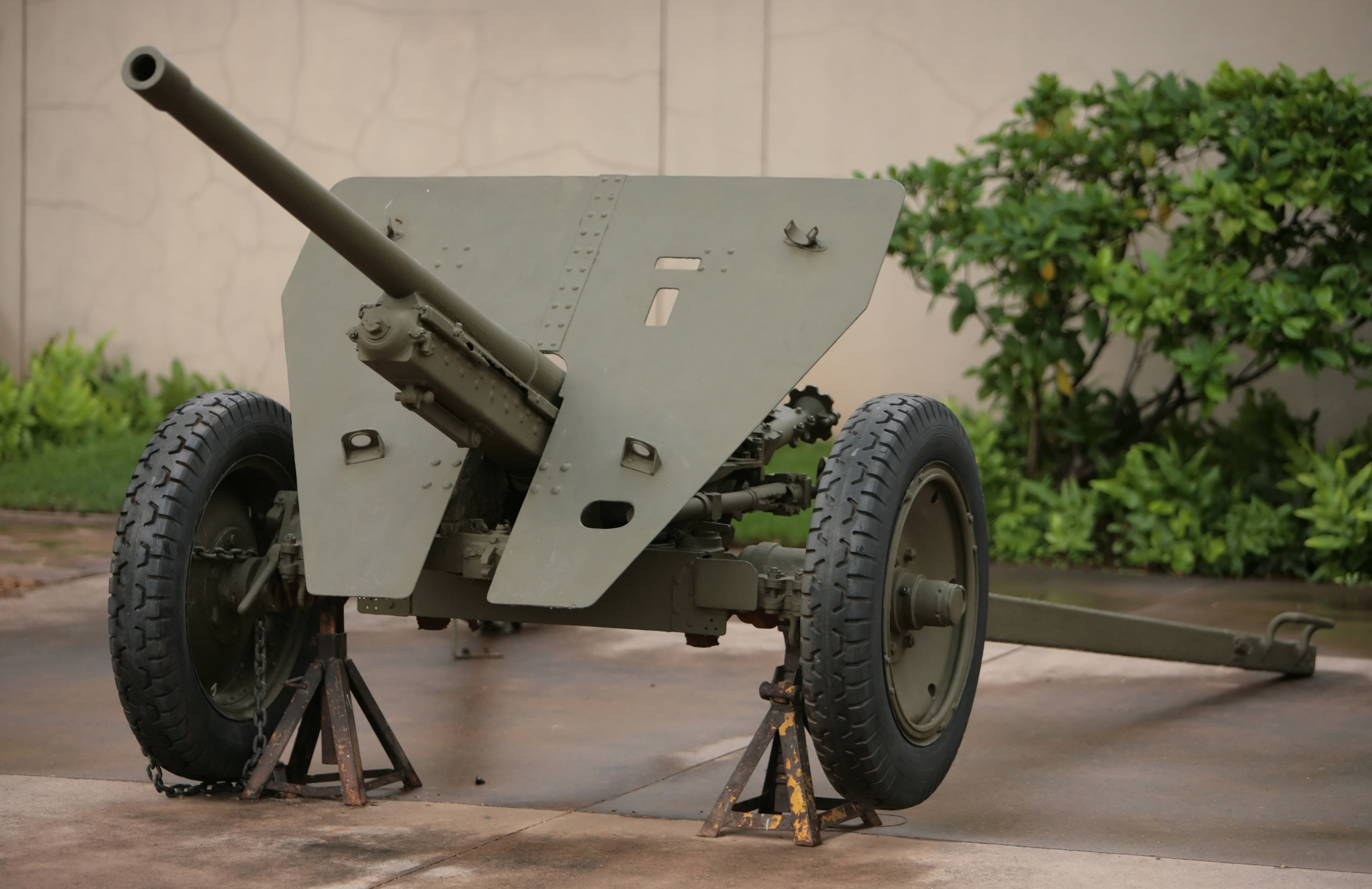
ハワイのアメリカ陸軍博物館に展示される一式機動四十七粍砲。ゴムタイヤを保護するため、ジャッキで支えられている。

1930年代に初中期に開発・採用された九四式三十七粍砲が実質的に日本初の本格的な対戦車砲であったが、装甲貫徹能力に関して早くから列強各国の37mm級対戦車砲に比べて威力不足であることが指摘されていた。しかし、日中戦争（支那事変）における国民革命軍やゲリラ相手の戦闘では深刻な脅威に遭遇することが無かったため、より強力な対戦車砲の必要性に対する認識は薄かった。
とはいえ、陸軍は九四式三十七粍砲の貫徹力を向上させる為に薬莢容積を増やした新型徹甲弾の開発を進めると共に、より口径の大きな対戦車砲の開発を進め、1937年（昭和12年）に試製九七式四十七粍砲の試作を始めた。これは口径47mm、砲身長2515mm、初速730m/s、放列重量567kgというものであった。1938年（昭和13年）3月の試作完成後、10月に人力・輓馬による牽引試験、11月に弾道試験など各種審査が実施され、1939年（昭和14年）3月には輓馬牽引から機械牽引に設計変更、10月実用試験を行い機械牽引の資料を得取、次期速射砲設計の基礎となった。
このような中で1939年（昭和14年）にノモンハン事件が勃発した。当時のソ連赤軍が投入したBT戦車やT-26軽戦車は装甲が薄く、九四式三十七粍砲でも十分に貫通することができた。このことは日本側資料（戦史叢書等）だけではなく、ソ連側資料（ソ連崩壊後に情報公開された）からも確認でき、ソ連軍戦車の損害のほとんどは対戦車砲によるものと認識されていた。それに対して、歩兵の火炎瓶などを用いて行う肉薄攻撃は、陣形を組んで機動する戦車に対して実行するのが難しく、対戦車砲で擱座した戦車に止めを刺す形で多用された。

## 開発
ノモンハン事件を受けて新型対戦車砲の必要性をある程度認識した陸軍は、前述の試製九七式四十七粍砲を基に開発を進めることとして1939年9月に設計を開始し、1941年（昭和16年）7月に応急整備の着手準備を施行して（試製一式機動四十七粍砲）、1942年（昭和17年）5月に制式を上申となった。なお、制式名称は単に一式機動四十七粍砲であり、「速射砲」の語は含まない。
本砲の最大の特徴は、これまでの九四式や試製九七式が輓馬牽引だったのに対し、自動車牽引を前提にしていることである。名称の「機動」とは、金属製や木製の車輪ではなくゴムタイヤ（パンクレスタイヤ）およびサスペンションを装備することで、牽引車・装甲運搬車（九八式装甲運搬車）・自動貨車（九四式六輪自動貨車等）による高速牽引が可能な火砲を意味する。なお、本砲以外に「機動」の名称を冠し機械化牽引を目的とした帝国陸軍の火砲としては、機動九〇式野砲や機動九一式十糎榴弾砲などが存在する。
九四式と同様に榴弾も配備され、非装甲目標に対して攻撃することもできた。

## 派生型

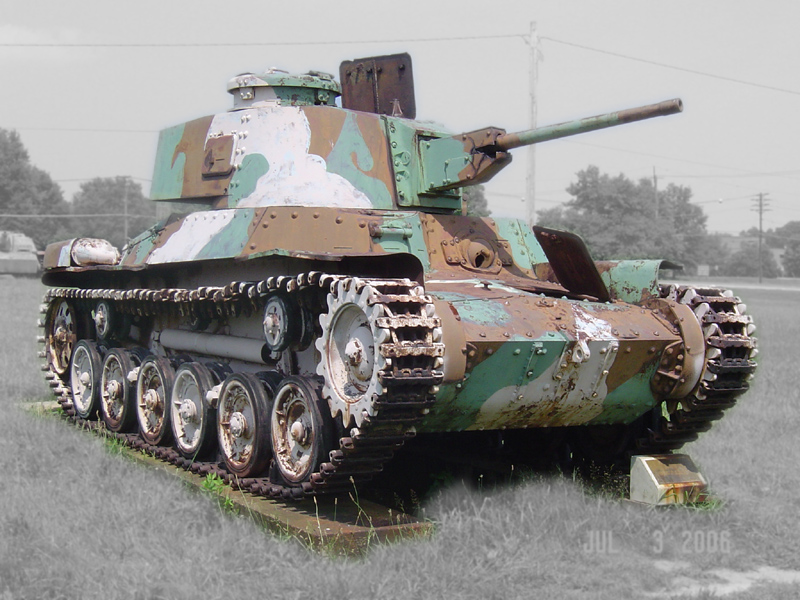
一式四十七粍戦車砲を搭載した九七式中戦車（新砲塔）

### 一式四十七粍戦車砲
九七式中戦車改や一式中戦車に搭載された一式四十七粍戦車砲は本砲と同時期に開発された戦車砲であり、同じ弾薬筒を使用した。細かな要目には相違があり、砲身は若干短く、砲身後座長は短くまとめられている。
- 一式四十七粍戦車砲

砲身長2284.5mm（48.6口径）、初速818m/秒、標準退却長（砲身後座長）280~300mm

### 試製機動五十七粍砲

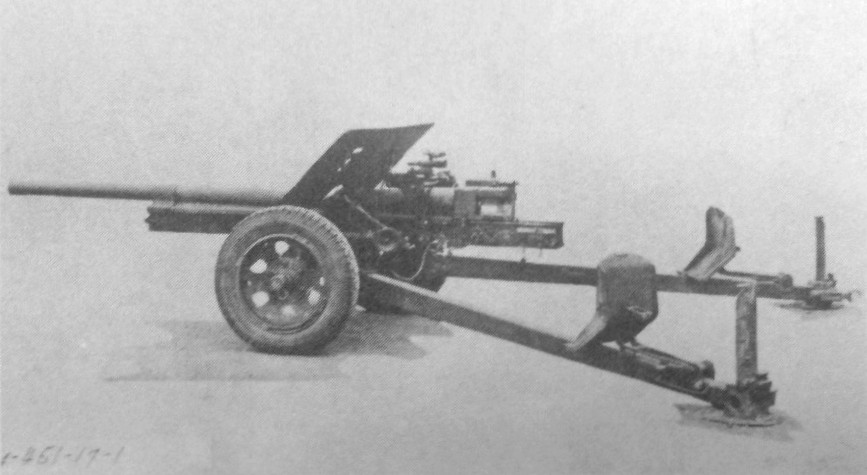
試製機動五十七粍砲

試製機動五十七粍砲は一式機動四十七粍砲の拡大版ともいえるもので、1941年3月に開発が始まり、試作に際して駐退機など一部の部品は一式のものが流用された。開戦により開発は遅延したものの1942年7月に試作砲が完成し試験が開始され、1943年（昭和18年）2月には射撃試験が実施された。しかしながら、重量の割には威力が低いとされ、また連合軍に重装甲の新型戦車が次々に出現したことから1943年6月に開発は中止され採用されることはなかった。
- 試製機動五十七粍砲

砲身長3,255mm（57口径）、初速870m/秒、最大射程8,000m、重量1,080kg（牽引重量1,540kg）

## 実戦

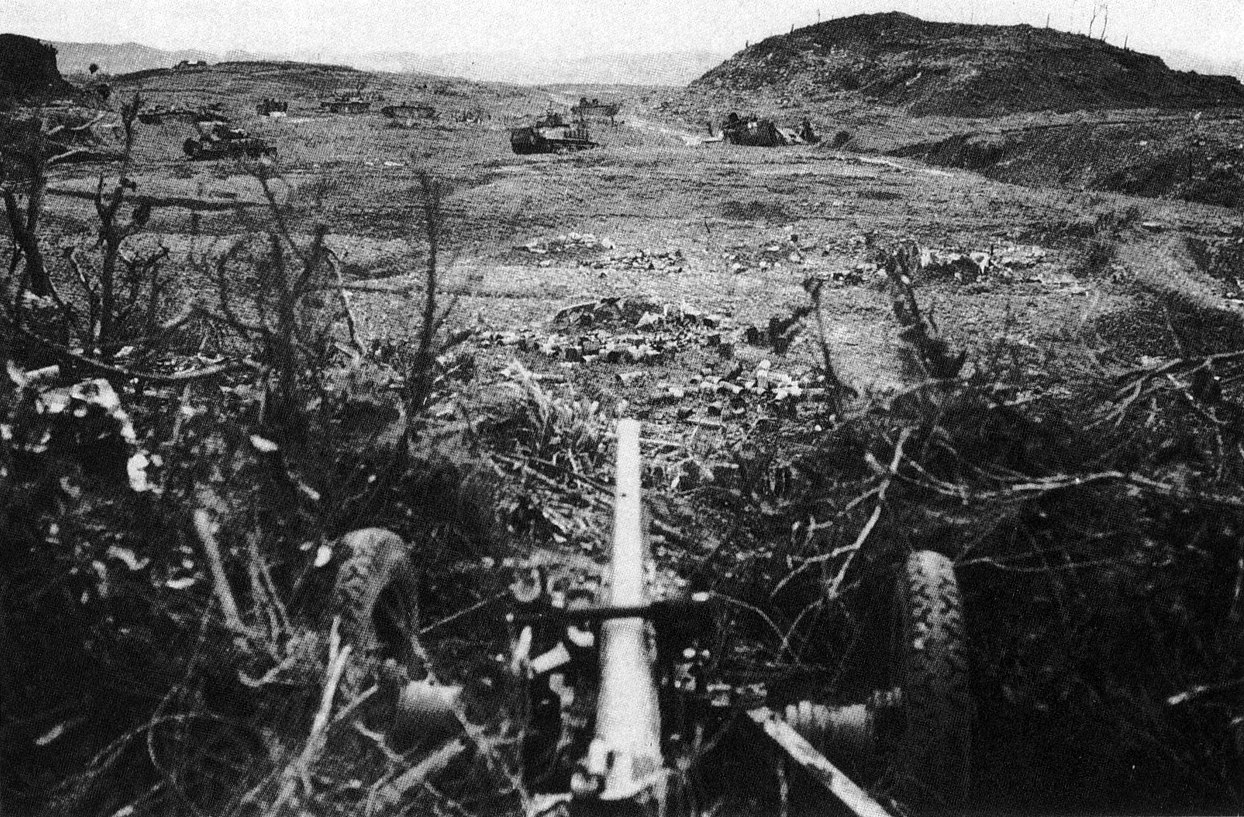
沖縄戦、安里五二高地（シュガーローフ・ヒル）に配置された一式機動四十七粍砲（防盾欠）。側背面を暴露して擱座しているのはM4中戦車とLVT

一式機動四十七粍砲の実戦投入は太平洋戦争中期以降に開始され、主に独立の称呼を冠する軍直属の部隊である独立速射砲大隊に配備された。1ヶ大隊は大隊本部、段列、3ヶ中隊から成り、各中隊には4から6門が配備された。なお、一部の部隊は本砲配備の遅れにより九四式三十七粍砲を併用していた。
インパール作戦におけるビシェンプール攻防戦で、第213連隊第2大隊に配備されていた3門の本砲が活躍を見せている。1944年4月20日から25日にかけてビシェンプール西方のニントウコン集落に攻めこんだ日本軍に対して、第20インド歩兵師団が反撃を行ったが、10数輌のM3中戦車の支援付きであった。そこで3門の本砲が正確な砲撃で次々と命中弾を浴びせ、たちまち5輌のM3中戦車を撃破もしくは擱座させている。しかし、その損害に懲りた戦車隊は距離をとって戦車砲をつるべ撃ちし、また野砲による支援砲撃もあって、本砲は3門とも撃破されてしまった。戦闘はその後も続いたが、速射砲を失った第2大隊は擲弾筒や手榴弾で対抗し、ついにはイギリス軍の反撃を撃退している。
ルソンの戦いでも活躍し、アメリカ軍の戦闘報告によれば、「本砲はM4中戦車に対し至近距離で効果あり、側背面に関してはいかなる部位も貫通す」と記述されている（具体的な距離は不明）。
硫黄島の戦いではトーチカなどに配置された本砲があらゆる局面でアメリカ軍を苦しめている。1945年2月19日に硫黄島にアメリカ海兵隊が上陸した日、上陸地の真正面にぶつかった速射砲第8大隊は、アムトラックが海岸に到達するや本砲で砲撃を開始し、同大隊第2中隊の中隊長中村貞雄少尉の砲撃技術は神業に近く、「初弾悉ク必殺命中ノ射撃」で次々とアムトラックに命中弾を与え、じつに20輌のアムトラックを撃破し、戦車を揚陸するため海岸に接岸したLCT を3隻撃破した。その後、上陸地点の足場を固めようと上陸してきたブルドーザー1輌も撃破したが、アメリカ軍の集中砲火を浴びトーチカが撃破されて中村も戦死した。司令官の 栗林忠道中将は中村の活躍を聞くと「武功抜群ニシテ克ク皇軍速射砲部隊ノ真髄ヲ発揮シタ」と全軍に布告し二階級特進の申請を行い、その活躍は昭和天皇の上聞にも達した。
苦戦したアメリカ海兵隊はLSM-1級中型揚陸艦でM4中戦車を海岸に揚陸させようと試みたが、砂浜の角度が急で揚陸に手間取り、またようやく上陸できたM4戦車も硫黄島特有の柔らかい砂地によって移動もままならず、なかにはキャタピラが砂に埋まってスタックして後続の上陸を妨害してしまうM4戦車もあった。ようやく前進できても海岸に多数埋設されている対戦車地雷で擱座し、その混乱のさなかに本砲が正確な射撃を浴びせ、第1波で上陸したM4戦車56輌のうち28輌が撃破された。この日の戦車の大損害を見てアメリカ海兵隊は公式報告書で「Dデイ（上陸日）における海兵隊のM4中戦車は地獄を味わった」と評している。その後も元山飛行場の攻防戦で、本砲を含めた日本軍の攻撃で33輌のM4中戦車が撃破されるなど、硫黄島の戦いにおけるM4中戦車の損失は137輌にものぼった。
沖縄戦に於ける嘉数の戦いで独立速射砲第22大隊は、1945年（昭和20年）4月5-7日にかけて八五高地付近で真正面からアメリカ軍のM4中戦車を迎え撃った結果、5輌を撃破するも12門中10門の砲を失ってしまった。そのため大隊長・武田少尉は残存2門を道路を挟んで配置し、砲口を嘉数に向けた。これは嘉数へ向かう敵戦車を後ろから撃つためであり、砲の貫徹力不足から来る苦肉の策であった。また戦車が近づくと恐怖のため早撃ちする傾向にあるため2つの陣地を有線電話で結び、隊長の指示で発砲することにした。さらに独立歩兵第272大隊は、敵の随伴歩兵を近づけさせないことを徹底させた。この策は成功し、4月19日午前中のいわゆる嘉数の対戦車戦において、日本側は独速22大の一式機動四十七粍砲のほか、独歩272大の肉薄攻撃、高射砲や四一式山砲（連隊砲）、九三式戦車地雷などで米国軍の第193戦車大隊A中隊の30輌以上のM4中戦車を迎え撃ち、22輌（うち火炎放射型4輌）を撃破した。同年5月に行われたシュガーローフの戦いにおいても独立速射砲第7大隊等がM4中戦車や装甲車（LVT）を多数撃破。沖縄戦の終結までに、アメリカ軍は戦車272輌（陸軍221輌海兵隊51輌）を失った。
また、沖縄攻略部隊第10軍の最高司令官 サイモン・B・バックナー中将を戦死させたのも本砲であるとされる。アメリカ軍海兵隊公式戦史『History of U.S. Marine Corps　Operations in World War II　Volume V:
Victory and Occupation』の記述によれば、珊瑚岩の間で前線を視察していたバックナーに向かって合計6発の本砲の砲弾が発射されて、初弾の砲弾の破片もしくは砲弾の命中で吹き上げられた珊瑚岩の欠片がバックナーの胸に命中し、間もなく大量の出血により戦死した。とされている。しかし、バックナーを倒した砲弾は九六式十五糎榴弾砲から発射されたものという証言もある。

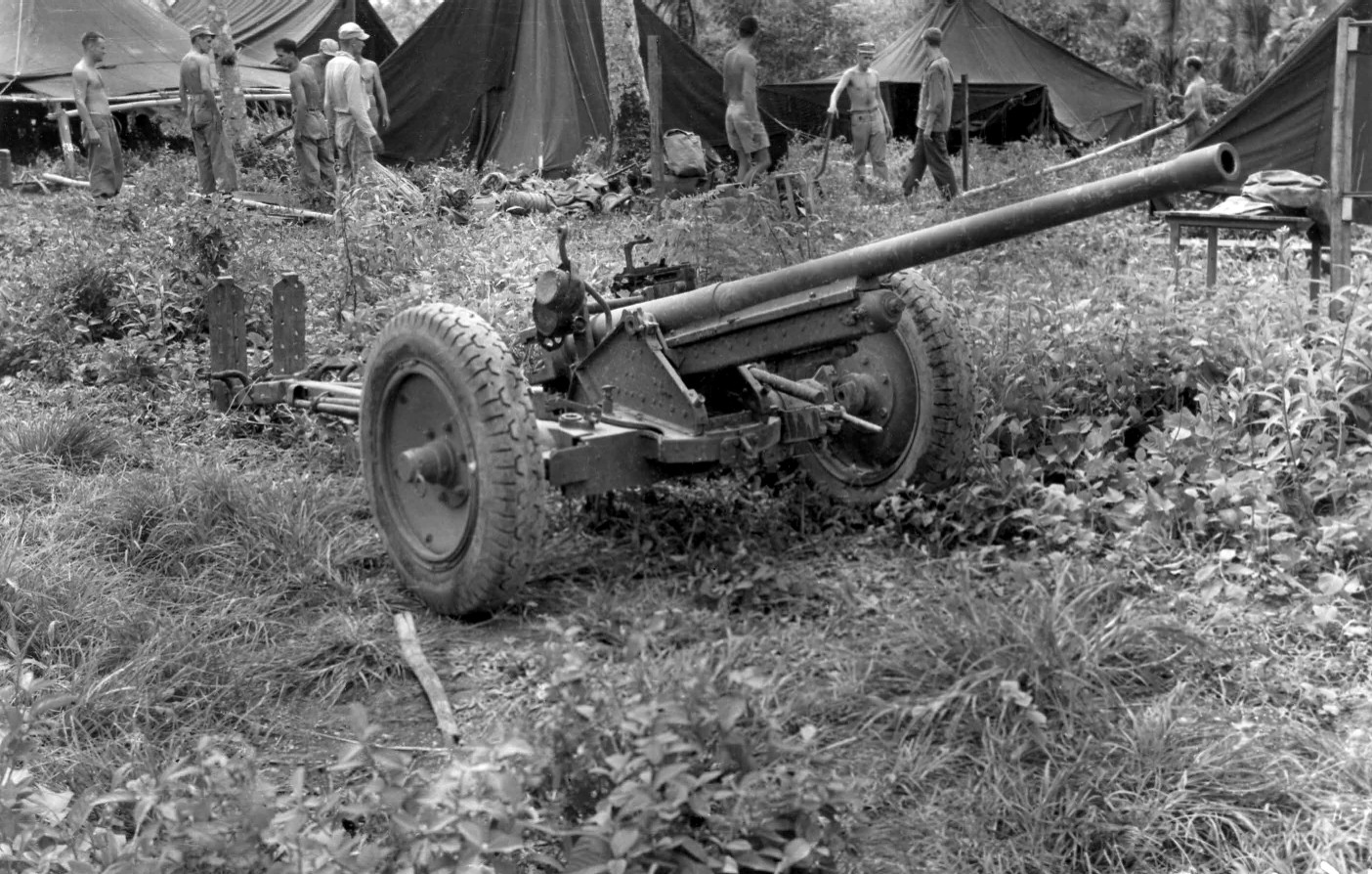
グアムの戦いでアメリカ軍に鹵獲された一式機動四十七砲。（防盾欠）
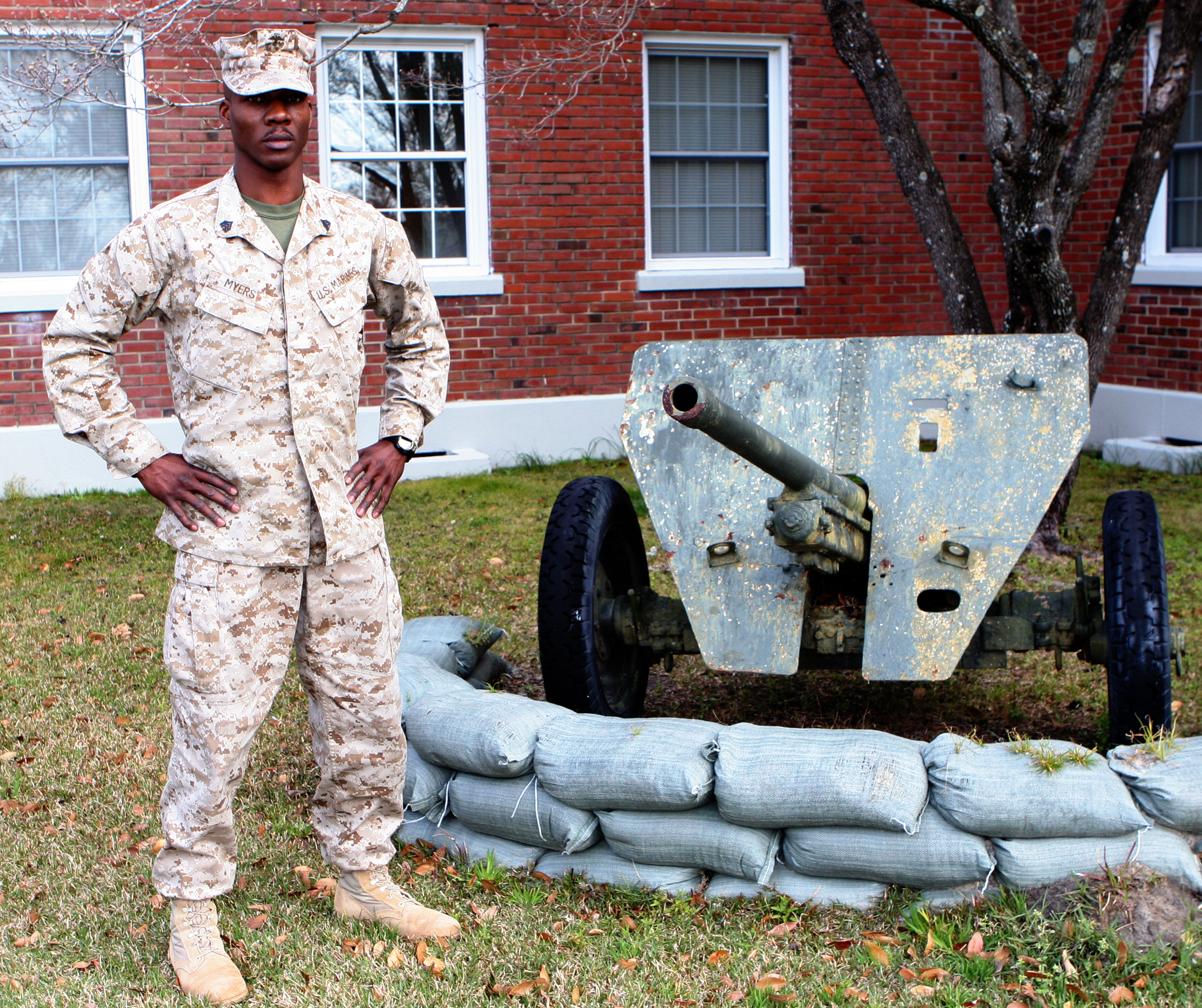
鹵獲・接収を経て海兵隊基地キャンプ・ルジューン（ノースカロライナ州）にて展示される一式機動四十七粍砲

## 貫徹能力

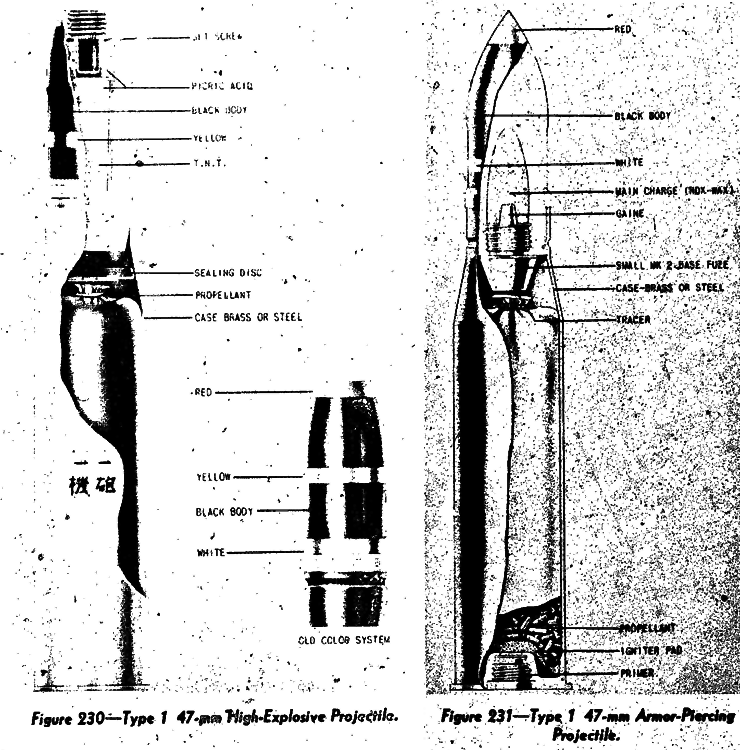
アメリカ軍の資料に掲載された榴弾（左）と徹甲弾（右、徹甲榴弾と分類されている）

装甲貫徹能力の数値は射撃対象の装甲板や実施した年代など試験条件により異なる。
上申の際の資料（1942年5月）によれば、一式徹甲弾（徹甲榴弾相当）を使用した場合は弾着角90度で以下の装甲板を貫通出来た。
- 1,500mで45mm（第一種防弾鋼板）/20mm（第二種防弾鋼板）
- 1,000mで50mm（第一種防弾鋼板）/30mm（第二種防弾鋼板）
- 500mで65mm（第一種防弾鋼板）/40mm（第二種防弾鋼板）
- 200mで65mm[16]（第一種防弾鋼板）/50mm（第二種防弾鋼板）

試製徹甲弾であるタングステン鋼蚤形弾（後述する「特甲」弾の基になったと思われる試製徹甲弾）を使用した場合、弾着角90度で以下の装甲板を貫徹出来た。
- 1,500mで45mm（第一種防弾鋼板）/25mm（第二種防弾鋼板）
- 1,000mで55mm（第一種防弾鋼板）/30mm（第二種防弾鋼板）
- 500mで70mm（第一種防弾鋼板）/45mm（第二種防弾鋼板）
- 200mで80mm（第一種防弾鋼板）/55mm（第二種防弾鋼板）

別の1942年5月の資料によれば、試製四十七粍砲の鋼板貫通厚について以下のようになっている。
試製徹甲弾であるタングステン鋼蚤形弾を使用した場合、以下の装甲板を貫通するとしている。
- 1,500mで45mm（第一種防弾鋼板）/23mm（第二種防弾鋼板）
- 1,000mで56mm（第一種防弾鋼板）/31mm（第二種防弾鋼板）
- 500mで70mm（第一種防弾鋼板）/45mm（第二種防弾鋼板）
- 200mで79mm（第一種防弾鋼板）/55mm（第二種防弾鋼板）
- 0mで約85mm（第一種防弾鋼板）/約65mm（第二種防弾鋼板） となっている[19]。

試製徹甲弾である弾丸鋼第一種丙製蚤形徹甲弾（一式徹甲弾に相当）を使用した場合、以下の装甲板を貫通するとしている。
- 1,500mで43mm（第一種防弾鋼板）/20mm（第二種防弾鋼板）
- 1,000mで52mm（第一種防弾鋼板）/28mm（第二種防弾鋼板）
- 500mで65mm（第一種防弾鋼板）/39mm（第二種防弾鋼板）
- 200mで72mm（第一種防弾鋼板）/48mm（第二種防弾鋼板）

弾丸鋼第一種丙製蚤形徹甲弾の不貫鋼板厚は以下のようになっている。
- 1,000mで62mm（第一種防弾鋼板）/37mm（第二種防弾鋼板）
- 500mで76mm（第一種防弾鋼板）/52mm（第二種防弾鋼板）
- 200mで85mm（第一種防弾鋼板）/62mm（第二種防弾鋼板）

1945年8月のアメリカ陸軍省の情報資料によれば一式機動四十七粍砲の装甲貫通値については以下のように記載されている。
| 射距離             | 垂直した装甲板に対する貫通値 | 垂直から30度傾斜した装甲板に対する貫通値 |
| ------------------ | ---------------------------- | ---------------------------------------- |
| 250yd（約228.6m）  | 3.0in（約76mm）              | 2.25in（約57mm）                         |
| 500yd(約457.2m)    | 2.75in（約70mm）             | 2.0in（約51mm）                          |
| 1,000yd(約914.4m)  | 2.0in（約51mm）              | 1.4in（約36mm）                          |
| 1,500yd(約1371.6m) | 1.6in（約41mm）              | 1.2in（約30mm）                          |

なお同情報資料では、貫通威力が近似すると思われる（弾薬筒が共用であり初速の差が約20m/秒程度）鹵獲された一式四十七粍戦車砲の射撃試験において射距離500yd（約457.2m）において3.25in（約82mm）の垂直装甲を貫通した事例が記載されている。
また1945年（昭和20年）7月に発行されたアメリカ軍の情報報告書には、一式四十七粍戦車砲によりM4A3の装甲を射距離500yd（約457.2m）以上から貫通することが可能（貫通可能な装甲箇所は記述されておらず不明）と記述され、実戦では一式四十七粍戦車砲による約30度の角度からの射撃（射距離150～200yd:約137.1～182.8m）によりM4中戦車の装甲は6発中5発が貫通（命中箇所不明）したとの報告の記述がある。また同報告書には、最近の戦闘報告から47mm砲弾の品質が以前より改善されたことを示している、との記述がある。
1945年3月のアメリカ陸軍武器科の情報資料によれば、本砲と貫通威力が近似すると思われる一式四十七粍戦車砲は射距離500ヤード(約457.2m)において、垂直した圧延装甲2.7インチ（約69mm）貫通、垂直から30度傾斜した圧延装甲2.2インチ（約56mm）貫通と記載されており、一式機動四十七粍砲は、射距離1050ヤード（約960.1m）において、垂直した圧延装甲2.5インチ（約63.5mm）を貫通すると記載されている。
1945年12月のアメリカ陸軍第6軍の情報資料によれば、一式機動四十七粍砲は至近距離の射撃試験において、装甲に対して垂直に命中した場合、4.5インチ(約114.3mm)貫通した事例があったとしている（射撃対象の装甲板の種類や徹甲弾の弾種は記載されず不明）。
陸上自衛隊幹部学校戦史教官室の所蔵資料である近衛第3師団の調整資料「現有対戦車兵器資材効力概見表」によると四七TA（47mm速射砲）の徹甲弾は、射距離500m/貫通鋼板厚75mmとなっており（射撃対象の防弾鋼板の種類や徹甲弾の弾種は記載されず不明）、M4中戦車の車体側面：射距離1500m、砲塔側面：射距離800m、車体前面：射距離400mで貫通、となっている。
また、1944～1945年調製と思われる陸軍大学校研究部の資料によると、「1式47粍速射砲（原文そのまま）」は、1種：射距離300m/貫通威力84mm、1種：射距離400m/貫通威力81mm、1種：射距離500m/貫通威力78mm。2種：射距離300m/貫通威力57mm、2種：射距離400m/貫通威力54mm、2種：射距離500m/貫通威力51mm、となっている。

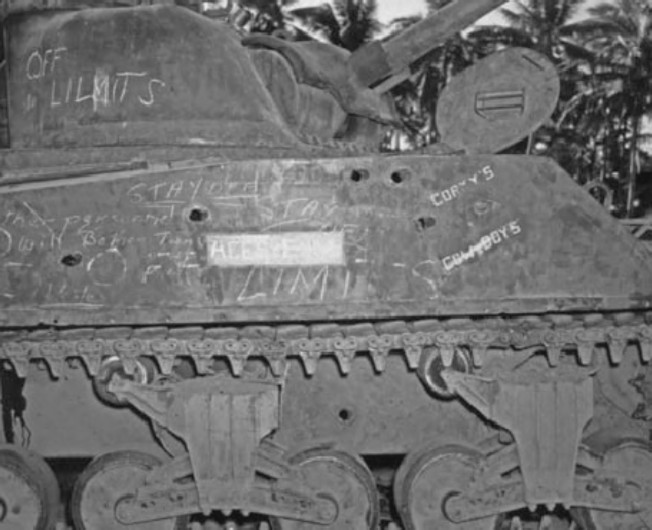
一式47mm砲によるM4A3中戦車の車体側面の貫通孔

日本側の射撃試験では開戦以来苦戦していたM3軽戦車の前面装甲を1,000mの距離で貫徹し、大いに士気が上がったという。ただし本砲が前線に届く頃には新鋭のM4中戦車が投入されており、この新たな敵に苦戦することとなった（一説によると、アメリカ軍は同砲の存在によってM3軽戦車を戦線投入するのは無駄な損失を増やすだけと判断し、M4中戦車の配備を急いだという）。しかし一方、日本軍は対戦車砲（速射砲）を徹底的に偽装した半地下陣地や洞窟に隠し、待ち伏せて敵戦車の側面を狙い撃つなど弱点射撃に徹したため、上記のように意外に多くのM4中戦車が失われている。タラワの戦い以来、日本軍の対戦車砲と肉薄攻撃にさらされ続けた海兵隊のM4中戦車は、硫黄島の戦いや沖縄戦の頃には履帯を砲塔に巻き付けたり、車体側面に磁気吸着地雷除けの板材や、車体との間にコンクリートを流し込んで増加装甲にする等の防御力強化対策をとっていた。反面、フィリピンの戦いから本格的に投入された陸軍のM4中戦車ではこういった対策が不十分で、上記のような損害を出すこととなった。
なお、本砲に限らず日本陸軍の対戦車砲・戦車砲全般に対し、貫徹能力の低さについて「当時の日本の冶金技術の低さゆえに弾頭強度が低く徹甲弾の貫徹能力が劣っていた」との指摘がある。弾頭の強度が低かったのは事実であるが、九〇式五糎七戦車砲と九七式五糎七戦車砲の九二式徹甲弾や、九四式三十七粍砲の九四式徹甲弾など、これらに主に使用された徹甲弾の場合は、弾殻を薄くし、内部に比較的大量の炸薬を有する徹甲榴弾（AP-HE）であり、厚い装甲板に対しては構造的な強度不足が生じていたことが原因として挙げられる。とはいえ、これらも制式制定当時の想定的（目標）に対しては充分な貫通性能を持っていた。後に開発された一式徹甲弾では貫徹力改善のために弾殻が厚くなっている。
本砲などで主用された一式徹甲弾における貫徹性能不足の主因は弾頭に使用している鋼の金属成分にあった。一例として日本陸軍の一般的な徹甲弾はほとんどクロムを含有していない弾丸鋼で製造されている（0.006－0.015%、ドイツとアメリカの徹甲弾は1%クローム鋼であった）。弾丸鋼で製造された弾頭の金質が諸外国製の徹甲弾に対して劣ることは陸軍でも把握しており、同時に試験用にW-Cr鋼（タングステンクローム鋼）で作成された弾丸は金質及び貫徹力において他国製の弾丸と同等と判断されている。
一式機動四十七粍砲用のW-Cr鋼製の徹甲弾は「特甲」と呼称され、大戦後半に少数製造された。なお、ニッケルクローム鋼製の弾丸を「特乙」と呼んだが、こちらは実際に製造されたかどうか不明である。なお、一式徹甲弾より新型である四式徹甲弾は、終戦時に完成品が約5,000発、半途品が約30,000発存在していた。（その他、本砲向けに仮帽付徹甲弾型の一式徹甲弾が試作されているが、採用はされていない。）
結果として、日本陸軍の対戦車砲は、実戦において弾頭強度に劣る弾丸鋼製の徹甲弾を主用することとなり、他国の同種の砲よりも貫徹性能においてやや劣ることとなった。
本砲の実用発射速度は移動目標に対し1分10発内外であった。

## 現存砲
主力対戦車砲であったため、比較的多数が現存しており各地の軍事博物館・基地等で収蔵展示されている。

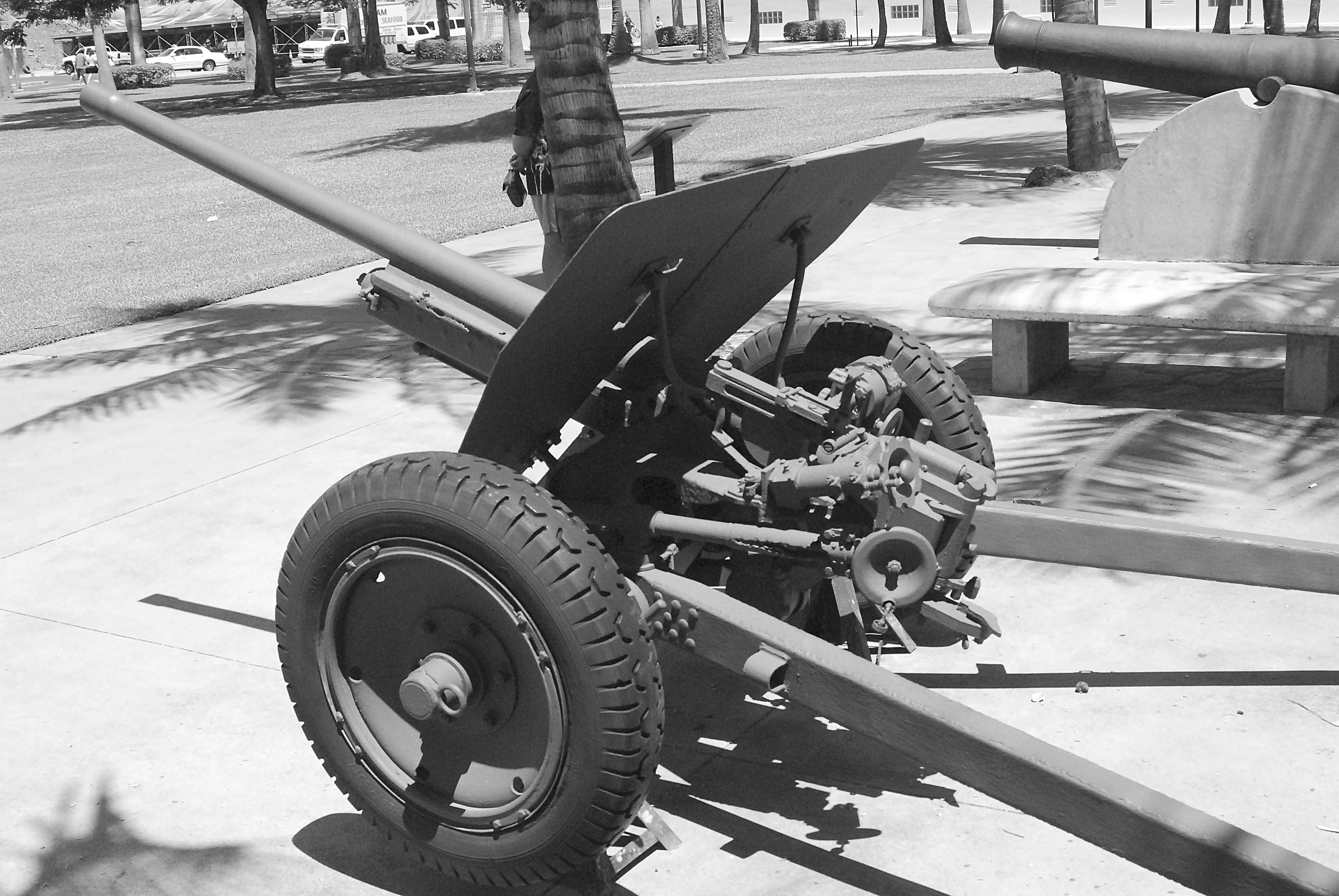
左側
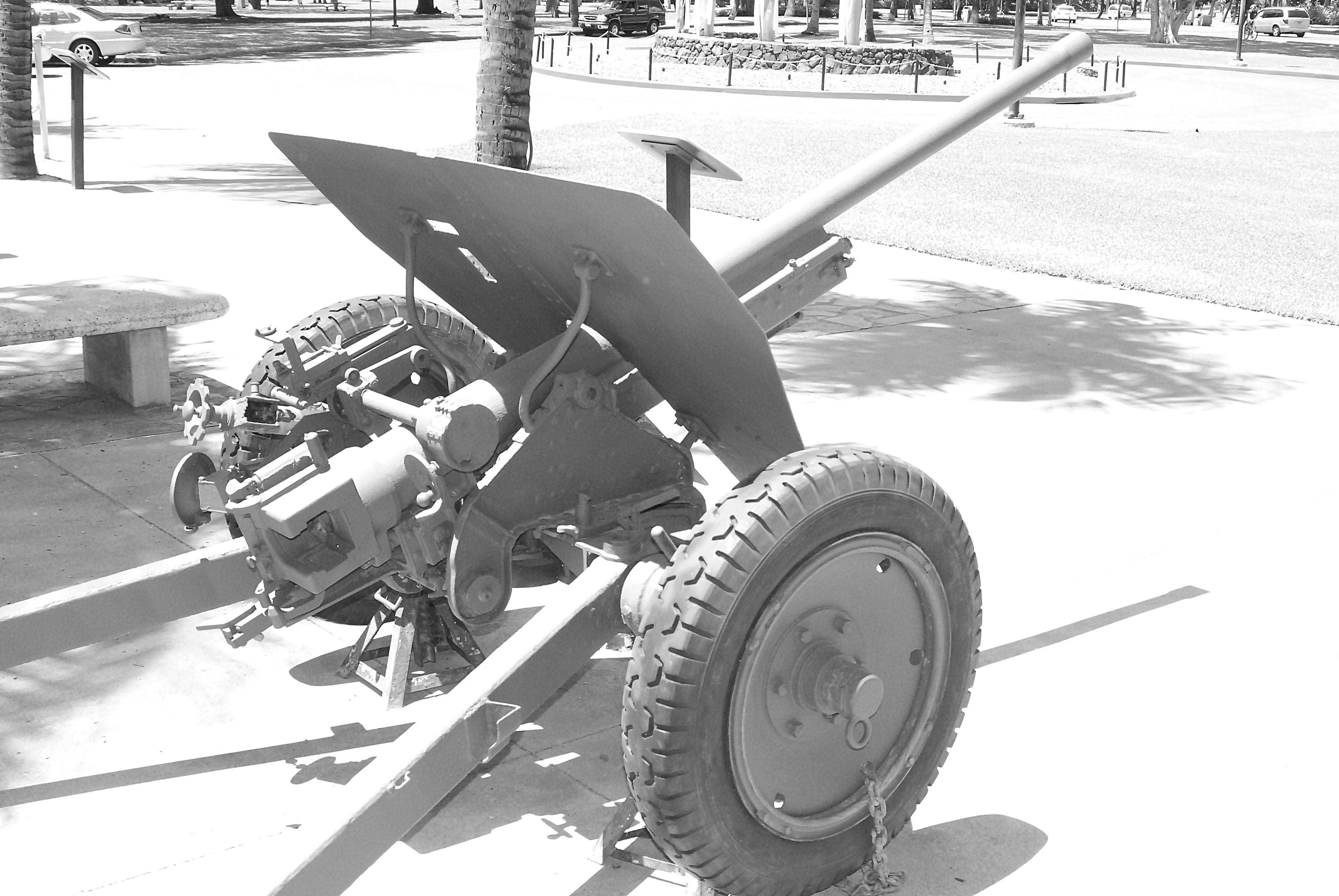
右側
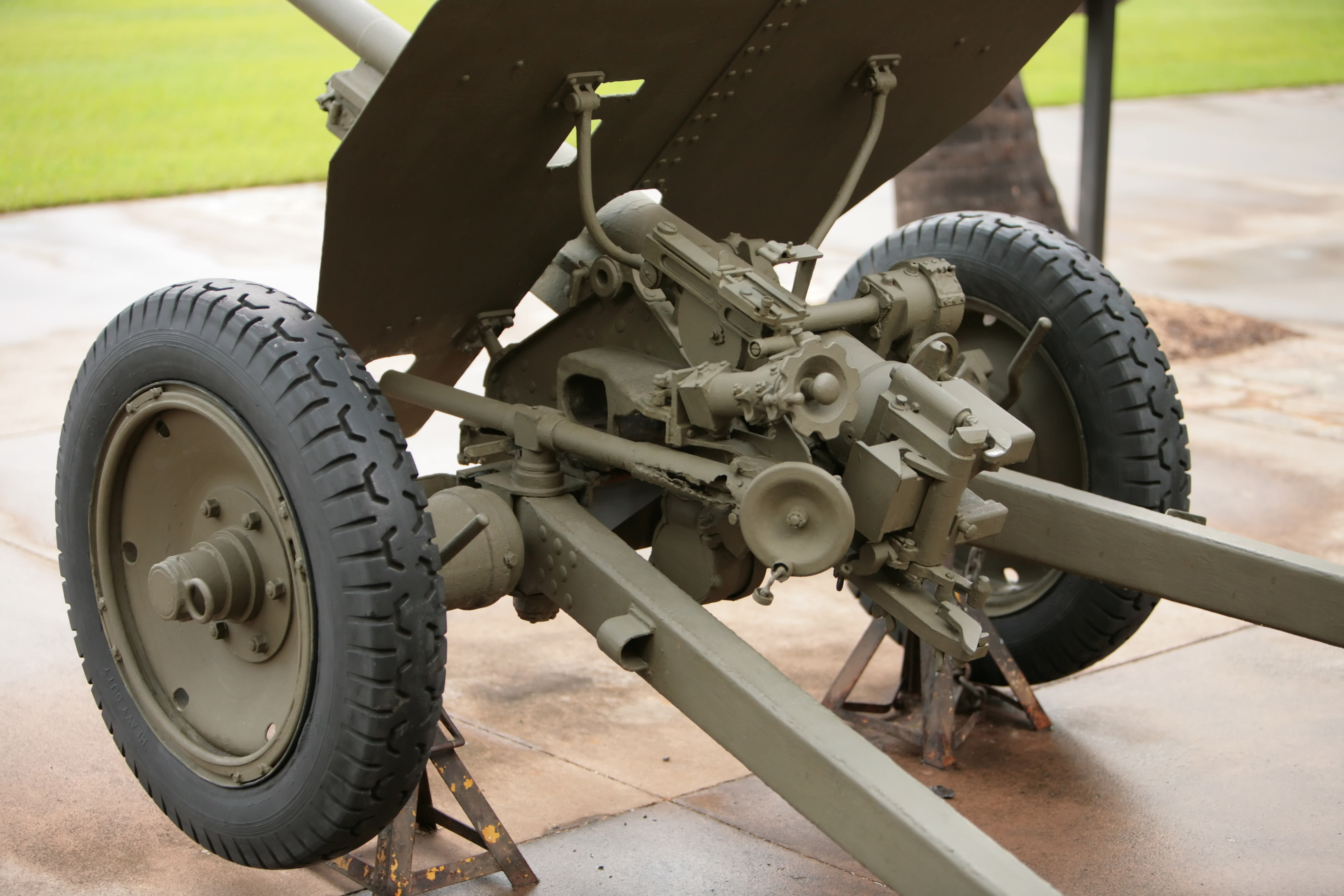
後方左側
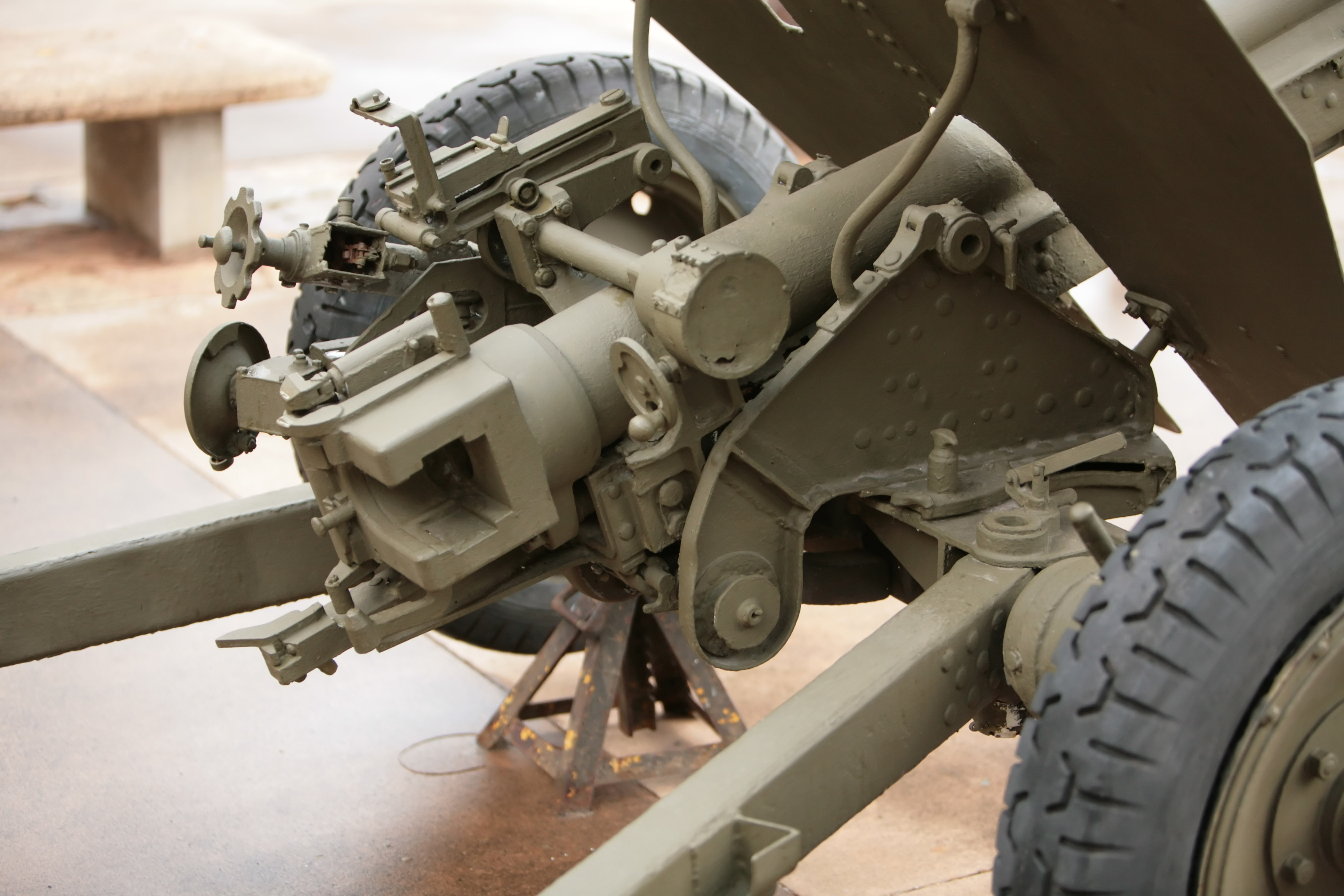
後方右側
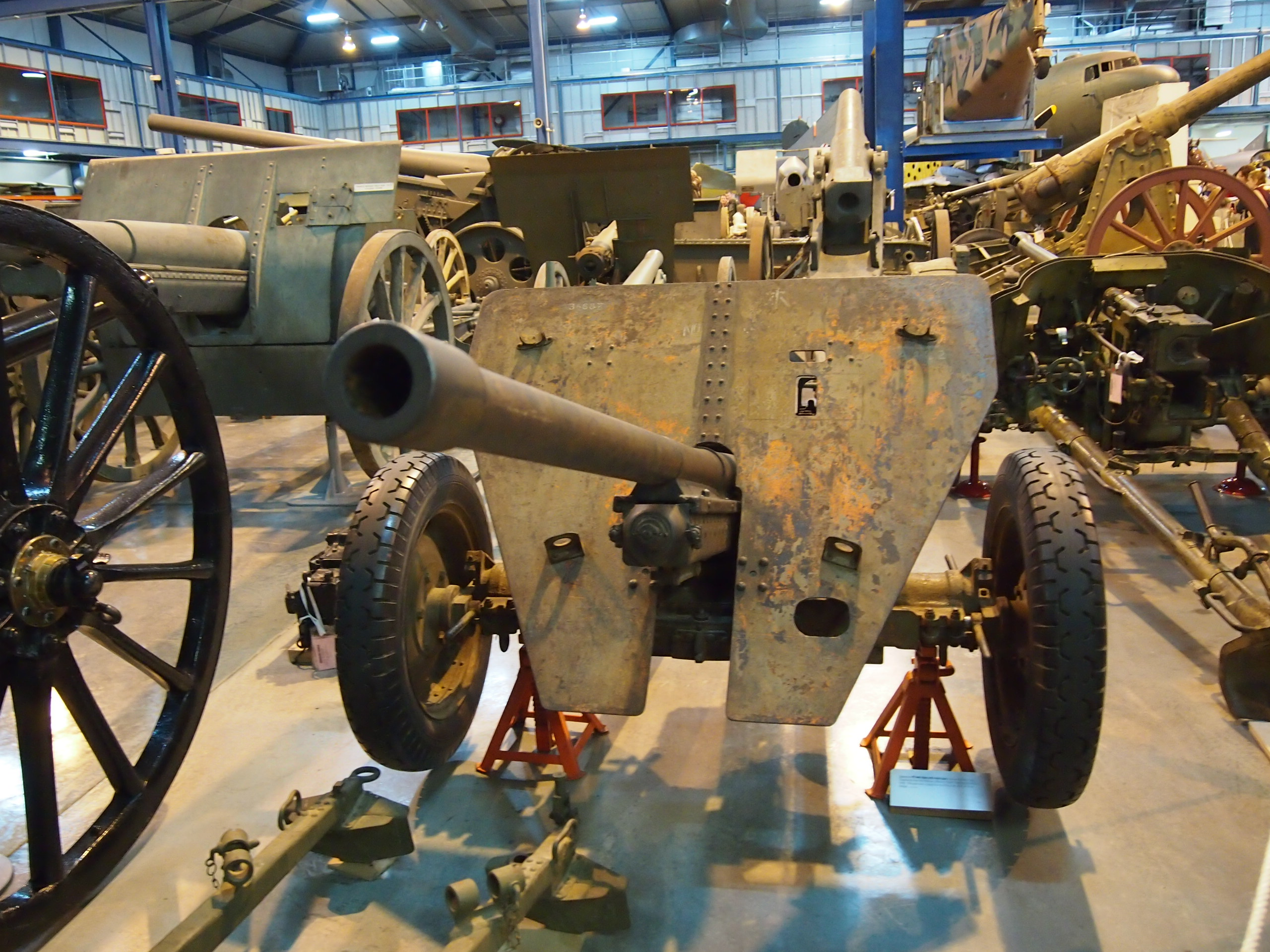
一式機動四十七粍砲
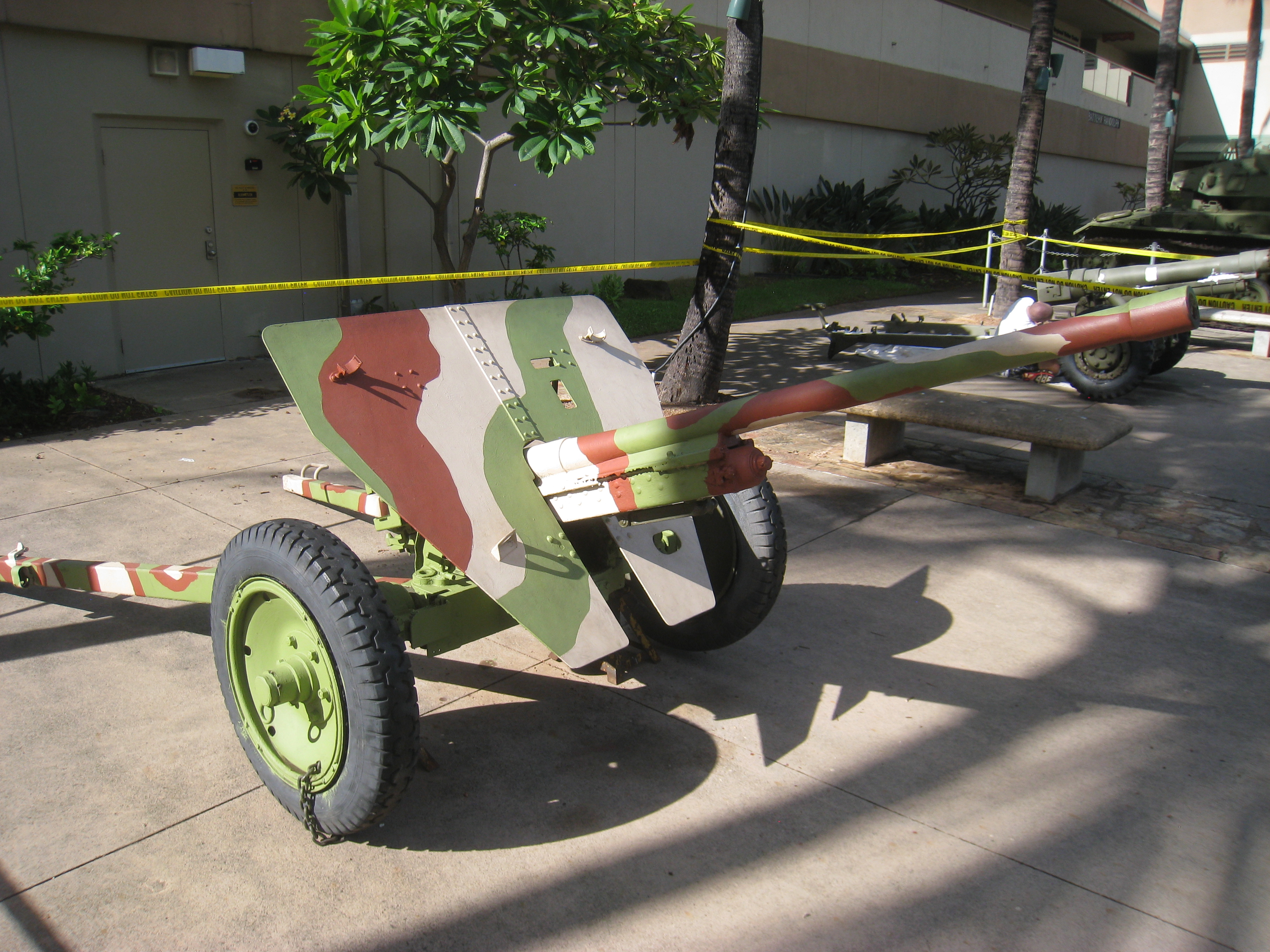
一式機動四十七粍砲。塗装（迷彩）の色やパターンは当時とは異なる
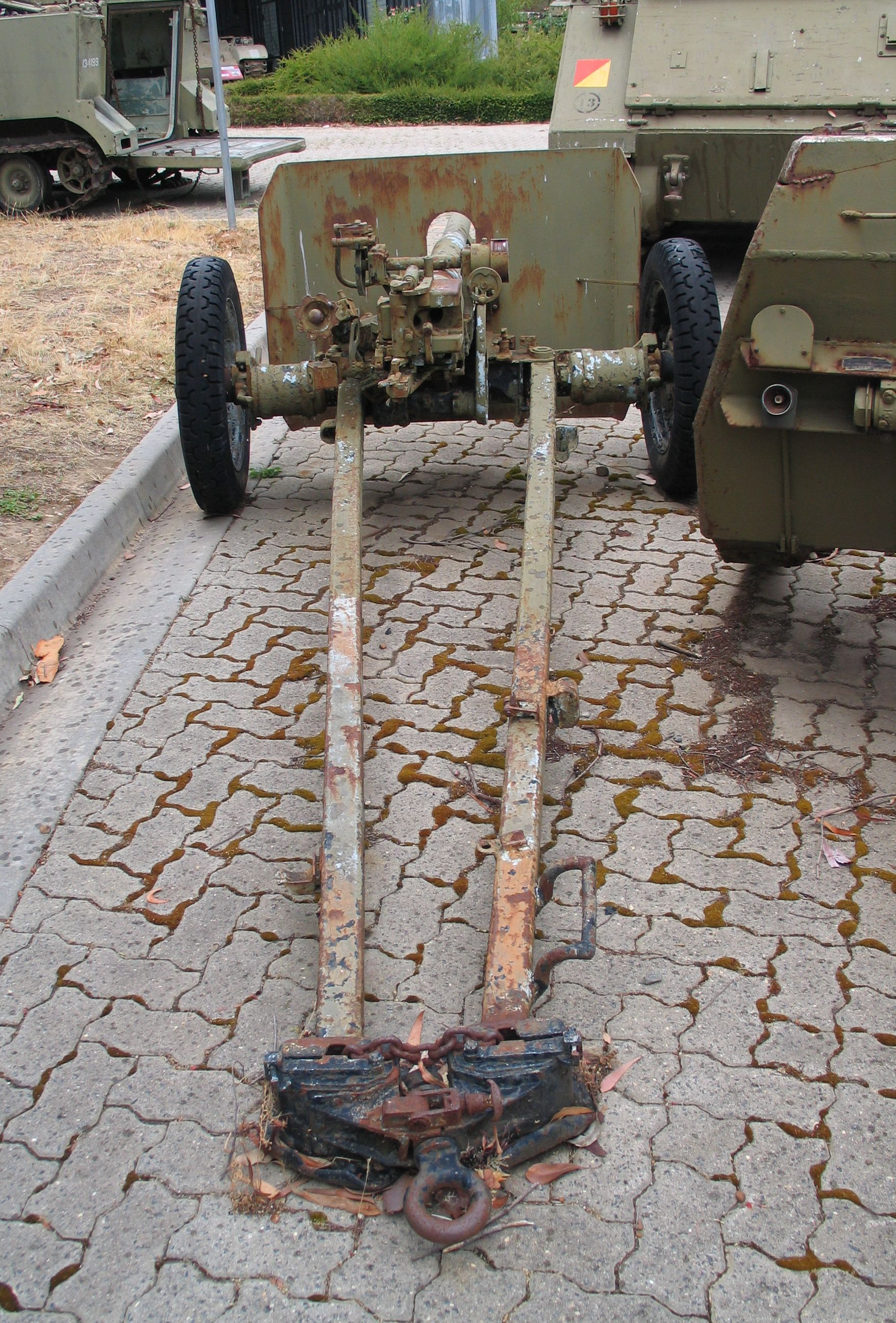
一式機動四十七粍砲。防楯は当時とは異なる

## 登場作品

### 漫画
『独立戦車隊』
「紅の墓標」にて日本軍の対戦車砲として1門登場する。作中では固守命令を受けて街道沿いのパゴダに布陣し、歩兵を伴って攻撃してくるイギリス軍のM4中戦車相手に近距離から射撃を行って二輌を撃破するが、二輌目と相討ちになる形で破壊され、砲員たちも死傷する。

### ゲーム
『R.U.S.E.』
日本軍の対戦車砲として登場。
『コール オブ デューティ ワールド・アット・ウォー』
日本軍の対戦車砲として、一部マップに置いてある。